# Gaesischia cipoana
Gaesischia cipoana là một loài Hymenoptera trong họ Apidae. Loài này được Urban mô tả khoa học năm 2007.